# Ordgarius furcatus
Ordgarius furcatus är en spindelart som först beskrevs av O. Pickard-Cambridge 1877.  Ordgarius furcatus ingår i släktet Ordgarius och familjen hjulspindlar.
Artens utbredningsområde är New South Wales. Utöver nominatformen finns också underarten O. f. distinctus.